# Grêmio Lítero-Esportivo Ypiranga
O Grêmio Lítero-Esportivo Ypiranga também conhecido como GLEY é um clube brasileiro da cidade de Fortaleza, capital do estado do Ceará fundado em 10 de dezembro de 1962.  Disputou Campeonato Cearense de Futsal  tendo ganho o estaduais de 1962 do estado. 

## O Título de 1962
A equipe do Gley surgiu após o advento da quadra do América fazendo reunir jovens das ruas Dom Manuel, Rodrigues Júnior, Dona Leopoldina, Pinto Madeira e adjacências. 
ganhou o seu primeiro e único título no futebol frente a AABB vitória por 4 a 3 na terceira partida da série melhor de três (havia vencido a primeira por 3 a 2 e perdeu a segunda por 3 a 1). com arbitragem de Aécio de Borba Vasconcelos o goleiro do Gley foi Erialdo. Jogaram ainda os atletas Marcelo (fez dois gols), Luciano (um gol) e Duvagner. O Dr. Fernando Maia, descontando para AABB Juarez (dois) e Luciano.

## Palmarés
- Campeonato Cearense de Futsal :1962 [3]